# Трошенькин, Борис Александрович
Борис Александрович Трошенькин - украинский советский учёный, профессор (род. 1 февраля, 1938 г., г. Ишимбай, БАССР).

## Образование
В 1945 - 1955 гг. учился в нескольких школах Поволжья, Подмосковья и Сибири.
В 1955 г. закончил с серебряной медалью Анненковскую среднюю школу Кузнецкого р-на Пензенской обл.
В 1955 г. поступил в Куйбышевский индустриальный институт. В 1957 был командирован для продолжения учёбы в Румынию. В 1960 г закончил Институт нефти, газа и геологии по специальности "Механик нефтяной промышленности" (г. Бухарест).
С 1963 по 1965 - аспирантура в Московском институте химического машиностроения, кафедра "Конструирование аппаратов химических производств" (ныне Московский государственный университет инженерной экологии).
- 1967 - защита кандидатской диссертации в МИХМ. Рук. доц. Гальцов В. Я., оппоненты: проф. Берман Л. Д., проф. Семенов Н. Н.
- 1991 - защита докторской диссертации в МИХМ. Оппоненты: проф. Кулов Н. Н. (г. Москва), проф. Павлищев М. И. (г. Киев), проф. Ткач Г. А. (г. Харьков).
- Ведущая организация Институт атомной энергии им. И. В. Курчатова.

## Трудовая деятельность
С 1960 по 1963 работал ассистентом кафедры "Машины и аппараты химических производств" в Куйбышевском политехническом институте (ныне Самарский государственный технический университет), где читал лекции по курсам "Насосы и компрессоры" и "Прочностные расчеты химического оборудования".
С 1966 по 1975 работал в Украинском научно-исследовательском и конструкторском институте химического машиностроения (г. Харьков).
С 1975 года  работает в Институте проблем машиностроения Национальной академии наук Украины (ныне ИПМаш им. А. Н. Подгорного НАНУ, г. Харьков). Занимал должности старшего научного сотрудника, заведующего отделом, лабораторией. В настоящее время - ведущий научный сотрудник.
С 2000 по 2017 гг. по совместительству преподавал на кафедре "Газогидродинамика и тепломассообмен" в Национальном техническом университете "Харьковский политехнический институт". Читал курсы: "Физические основы термодинамики", "Гидродинамика многофазных потоков", "Возобновляемая энергия", "Процессы переработки нефти и газа", "Автоматизация котлов".
Научные интересы
Термодинамика и кинетика парогазообразования при движении многофазных потоков в элементах энергетического и химического оборудования; методы расчета испарителей, парогенераторов, водородных реакторов и гидропаровых турбин.
Разработал нормы расчета РТМ 26-01-71-75 "Испарители со стекающей пленкой. Методика теплового и гидромеханического расчета".
Общественная работа
Руководитель общегородского научного семинара имени Д. Н. Переверзева при Харьковском доме ученых "Энергоинформационная и интеллектуально-духовная деятельность Вселенной и наше Мировоззрение".

## Научные труды
Результаты исследований изложены в 200 публикациях. В их числе 2 монографии и более 30 авторских свидетельств и патентов.
Избранные работы:
1. Трошенькин Б. А. Циркуляционные и пленочные испарители и водородные реакторы. - К.: Наук. думка, 1985. - 147 с.
2. Troshen'kin, B. A., Troshen'kin, V. B. Heat and mass transfer under conditions of hydrogen evolution in reactions of amorphous-crystalline alloys with water // Journal of Engineering Physics and Thermophysics: - 1996. - Vol. 69. - PP. 777–779. https://doi.org/10.1007/BF02606115.
3. Трошенькин Б. А. Возобновляемая энергия. В 2-х ч. Ч. 1. - Термодинамика атмосферы и океана. Океанические электростанции. -  Харьков: Изд-во "Форт", 2003. -104 с.; Ч. 2. - Термодинамика литосферы. Геотермические электростанции. 2004. - 156 с. - ISBN 966-02-3053-2, ISBN 966-02-3054-0 , ISBN 966-7097-88-9 (Ч. 1); ISBN 966-02-3055-9, ISBN 966-8599-04-7 (Ч. 2). Режим доступа - http://seminar.kharkov.ua/nauchnyj-seminar/15-gravitatsiya-i-kosmologiya
4. Трошенькин Б. А. Тепломассообмен при производстве водорода электролизом водоугольной суспензии / Трошенькин В. Б., Маркосова В. П., Трошенькин Б. А. // Инж.-физ. ж-л, 2010. - 83. - № 2. - С. 310-317.
5. Термодинамика и кинетика процесса электролиза угольной пульпы при производстве водорода / Б. А. Трошенькин, В. П. Маркосова, В. Б. Трошенькин // Презент. докл. междунар. научн. конф. «Современные проблемы физической химии и электрохимии растворов». - Харьков: изд-во Харьк. нац. ун-та, 2010. Режим доступа - https://myslide.ru/presentation/1504051321
6. Трошенькин Б. А. Объединение методов термодинамики необратимых процессов и диффузионной кинетики при расчете скорости горения угля / Трошенькин Б. А., Янко С. В., Трошенькин В. Б. // Современная наука: исследования, идеи, результаты, технологии. Сб. науч. статей. - Днепропетровск: Изд-во НПВК «Триакон», - № 2(13), 2013. - С. 48-55. Режим доступа - http://modern.science.triacon.org/ru/issues/2013/files/papers/2/48-55.pdf
7. Трошенькин Б. А., Трошенькин В. Б. Тепломассообмен при производстве водорода в реакциях борогидрида натрия с водой//Тезисы докладов и сообщений XV Минск. Междунар. форума по тепло- и массообмену (ММФ-XV). - Ин-т тепло- и массообмена им. А. В. Лыкова НАНБ. - Минск, 23-26 мая 2016. - Т. 2. - С. 180-184. Режим доступа - https://www.itmo.by/doc/mif_15/Tom2.pdf
8. Трошенькин Б. А. Повышение эффективности газотурбинных установок, работающих по замкнутому циклу / Б. А. Трошенькин, В. Б. Трошенькин // Вісник НТУ "ХПІ". Збірник наукових праць. Серія: Енергетичні та теплотехнічні процеси й устаткування. - Х.: НТУ "ХПІ". 2016. - № 9(1181). - С. 76-84. doi: 10.20998/2078-774X.2016.09.11. Режим доступа - http://repository.kpi.kharkov.ua/handle/KhPI-Press/22463. Презент. докл. - https://www.twirpx.org/file/3442587/
9. Трошенькин Б. А., Трошенькин В. Б. Анализ рисков развития Земли / Энергоинформационная и интеллектуально-духовная деятельность Вселенной и наше мировоззрение // Сб. избр. тр. общегородского семинара им. Д. Н. Переверзева при харьковском доме ученых. - Харьков: ООО Мезина В. В., 2018, - С. 42-55. Режим доступа - http://seminar.kharkov.ua/tom4.pdf.
10. Трошенькин Б. А. Термодинамика океана и атмосферы. Океанические электростанции / Презент. докл. на общегор. научн. семинаре при Харьковском доме ученых,  2019. Режим доступа - http://seminar.kharkov.ua/nauchnyj-seminar/13-netraditsionnaya-energetika/27-termodinamika-okeana-i-atmosfery-okeanicheskie-elektrostantsii
11. Трошенькин В. Б. Совершенствование процесса сжигания водород-водоугольного топлива / Трошенькин В. Б., Кравченко О. В., Трошенькин Б. А. / Сб. науч. тр. 17-й Международной научно-практической конференции „Угольная теплоэнергетика: пути реконструкции и развития”, 18-19 октября 2021 г. - Киев: Институт угольных энерготехнологий НАН Украины. - С. 117-125. DOI. 621.78.012-37.091.12:005745. 978-617-7852-06-2. 10.48126/conf2020
12. Трошенькин В. Б. Тепломассообмен при каталитическом получении водорода электролизом угольной пульпы / Трошенькин В. Б., Кравченко О. В., Трошенькин Б. А. // Тезисы докладов и сообщений XVI Минск. междунар. форума по тепло- и массообмену (ММФ-XVI). - Ин-т тепло- и массообмена им. А. В. Лыкова НАНБ. - Минск, 16–19 мая 2022 г. – С. 667-670. Режим доступа - https://www.twirpx.com/file/3670353/, http://www.itmo.by/conferences/abstracts/mif-16/mif16.pdf
13. Трошенькин Б.А. Беседы об эфире / Лекция на общегородском научном семинаре при Харьковском доме ученых, 2022. - 27 с. Режим доступа - http://seminar.kharkov.ua/nauchnyj-seminar/15-gravitatsiya-i-kosmologiya
14. Трошенькин В. Б. Тепломассообмен при каталитическом получении водорода электролизом угольной пульпы / Трошенькин В. Б., Кравченко О. В., Трошенькин Б. А. // Доклад на XVI Минск. междунар. форума по тепло- и массообмену (ММФ-XVI). - Ин-т тепло- и массообмена им. А. В. Лыкова НАН Беларуси. - Минск, 16–19 мая 2022 г. - 11 с. Режим доступа - https://www.twirpx.com/file/3777594/
15. Трошенькин В. Б. Презентация к лекции "Беседы об эфире" общегородского научного семинара при Харьковском доме ученых (иллюстрации, разъяснения и дополнения), 2022. - 18 слайдов. Режим доступа - http://seminar.kharkov.ua/nauchnyj-seminar/15-gravitatsiya-i-kosmologiya
16. Трошенькин Б. А., Кравченко О. В., Трошенькин В. Б. Совершенствование процесса получения водорода с использованием борогидрида натрия // Доклад с презентацией представлен на XIII Международной онлайн конференции «Проблемы теплофизики и теплоэнергетики», 7 – 8 ноября 2023 года в Киеве в Институте технической теплофизики НАН Украины. Пер. с укр. к.т.н. Трошенькина В.Б.

## Избранные патенты
Patent 3880702US. Film type evaporator. U.S. Cl.:159/13 A; 159/43; 137/599; 23/267 C. Int. Cl.: B01d 1/22; E03b; B01d 1/00; F17d; B01d 11/00 / Troshenkin, B. A., et al. / Kharkov, U.S.S.R/.  Field 29.061973; Publ. 29.04.1975. Available at: https://patents.google.com/patent/US3880702A/en
Патент SU1832113А1, МПК: C01B 3/08. Способ получения водорода / Завьялов, А. Л., Жучков, В. И., Трошенькин, Б. А., Юрманов, В. А., и др., Институт металлургии Уральского отделения АН СССР. - № 4856926/26; Заявл. 08.08.1990; Опубл. 07.08.1993, Бюл. № 23. Режим доступа - https://patents.su/patents/troshenkin
Патент 112569 Україна, МПК(2016.01) E21B 43/295(2006.01), C10G 1/00. Спосіб підземної газифікації вугілля та склад для його здійснення / Трошенькін Б. О., Янко С. В., Трошенькін В. Б., Хом'як К. М.; власник Iнститут проблем машинобудування iм. А. Н. Пiдгорного НАН України. - № а 2014 09035; Заявл. 11.08.2014; Опубл. 29.06.2016, Бюл. № 18. - 10 с. Режим доступа - https://uapatents.com/10-112569-sposib-pidzemno-gazifikaci-vugillya-ta-sklad-dlya-jjogo-zdijjsnennya.html